# Hermán Solíz
Hermán Solíz Salvatierra (ur. 14 lipca 1982 w Montero) – boliwijski piłkarz występujący na pozycji obrońcy. Zawodnik klubu Universitario Sucre.

## Kariera klubowa
Solíz karierę rozpoczynał w 1998 roku w Atlético González. W 1999 roku odszedł do zespołu The Strongest, z którym wywalczył wicemistrzostwo Boliwii. W 2000 roku przeniósł się do Mariscal Braun, ale w 2001 roku wrócił do The Strongest. W sezonie 2003 zdobył z nim mistrzostwo faz Apertura oraz Clausura. W sezonie 2004 ponownie triumfował z zespołem w fazie Clausura.
W 2005 roku Solíz odszedł do zespołu Blooming i w tym samym roku wywalczył z nim mistrzostwo fazy Apertura. W trakcie sezonu 2006 wrócił do The Strongest. W 2008 roku ponownie przeszedł jednak do Blooming. Spędził tam sezon 2008. Potem, przez kolejne dwa był graczem The Strongest.
W 2011 roku Solíz podpisał kontrakt z Universitario Sucre. Zadebiutował tam 16 stycznia 2011 roku w przegranym 0:2 meczu rozgrywek Primera División de Bolivia z Blooming.

## Kariera reprezentacyjna
W reprezentacji Boliwii Solíz zadebiutował w 2004 roku. W tym samym roku został powołany do kadry na turniej Copa América. Nie zagrał jednak na nim w żadnym meczu, a Boliwia odpadła z rozgrywek po fazie grupowej.